# 藝術教育
藝術教育是現代教育概念中重要的一環。在五育「德、智、體、群、美」中，藝術教育比較接近「美育」，但亦有涉及其他四項。藝術教育一方面培養學生的創意、想像力及表達能力，同時建立健康的生活方式用以培養學生解決問題的能力。另一方面，藝術亦可作為一個媒介，讓學生學習傳統學科的內容，例如透過戲劇形式學習語文。
藝術教育包括舞蹈、戲劇、音樂、視覺藝術、文學、電影、動畫、攝影及數碼媒體。除了教授藝術創作的技能（如樂器、舞步、演技）外，更應注重學生的思考、審美、創作及溝通能力。